# 22005 Вілнельсон
22005 Вілнельсон (22005 Willnelson) — астероїд головного поясу, відкритий 7 грудня 1999 року.
Тіссеранів параметр щодо Юпітера — 3,245.